# 水島臨海工業地帯

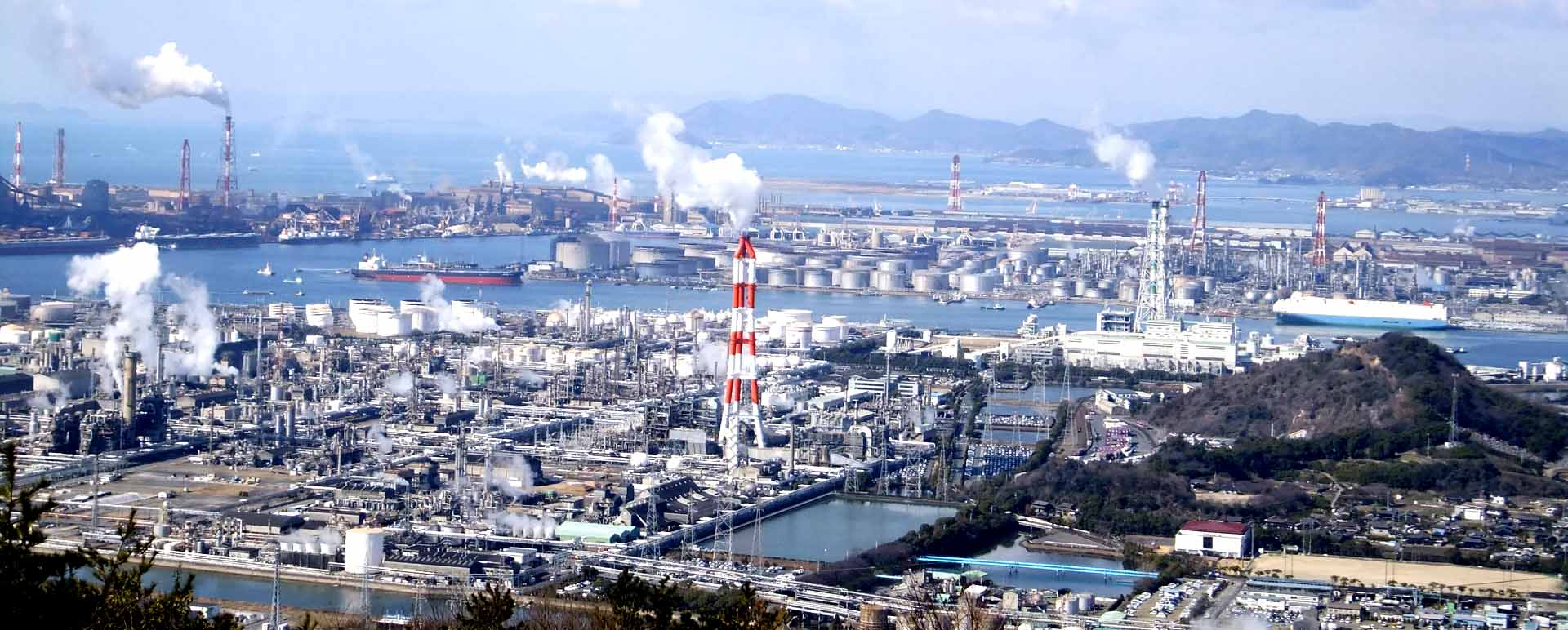
鴨ヶ辻山から見た水島臨海工業地帯

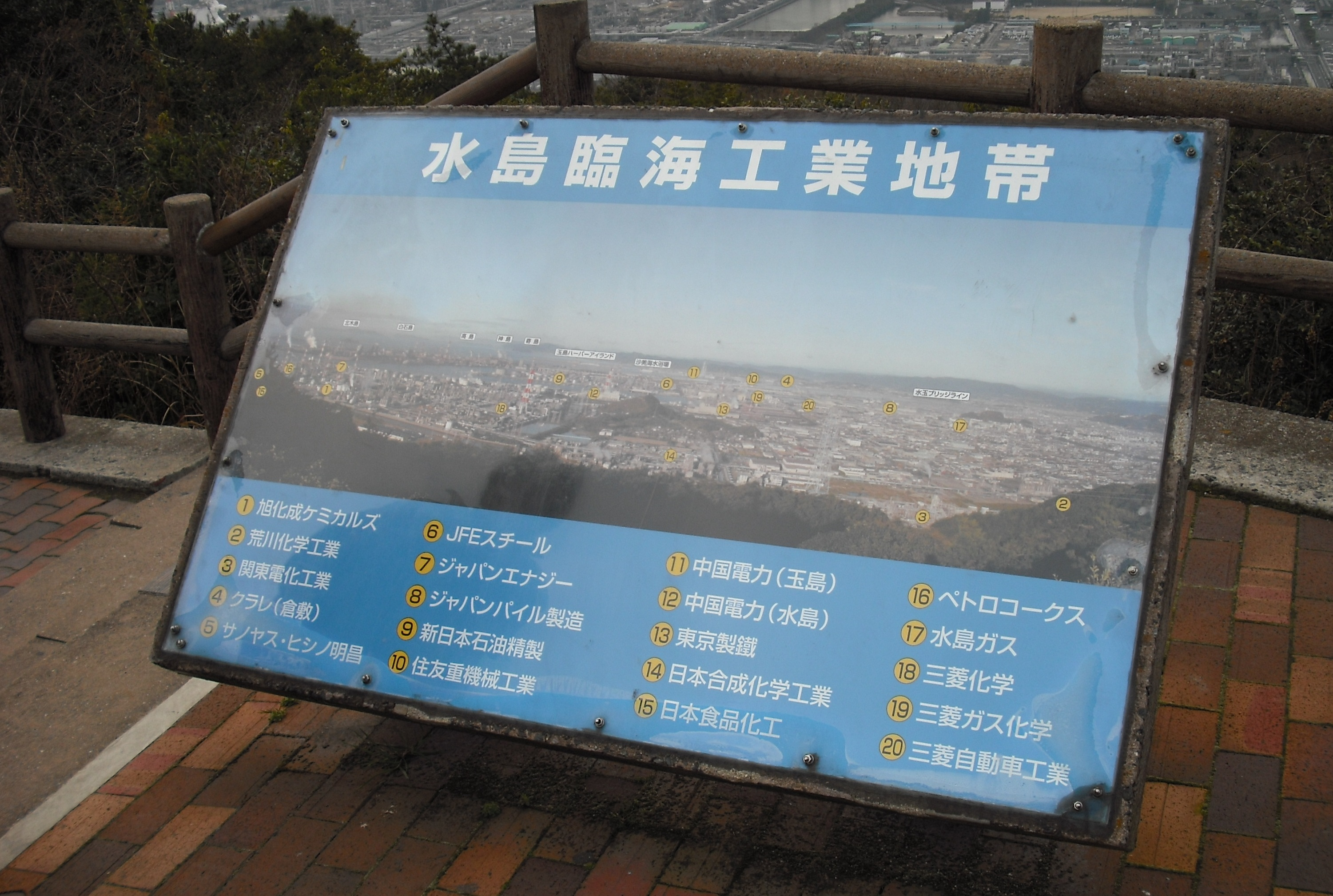
案内の看板

水島コンビナート周辺の空中写真。。2007年7月撮影の75枚を合成作成。

水島臨海工業地帯（みずしま りんかい こうぎょうちたい）は、岡山県倉敷市にある工業地域である。水島工業地帯（みずしま こうぎょう ちたい）とも呼ばれる。同市の水島地区を中心に同児島・玉島の3地区に跨る。

## 概要

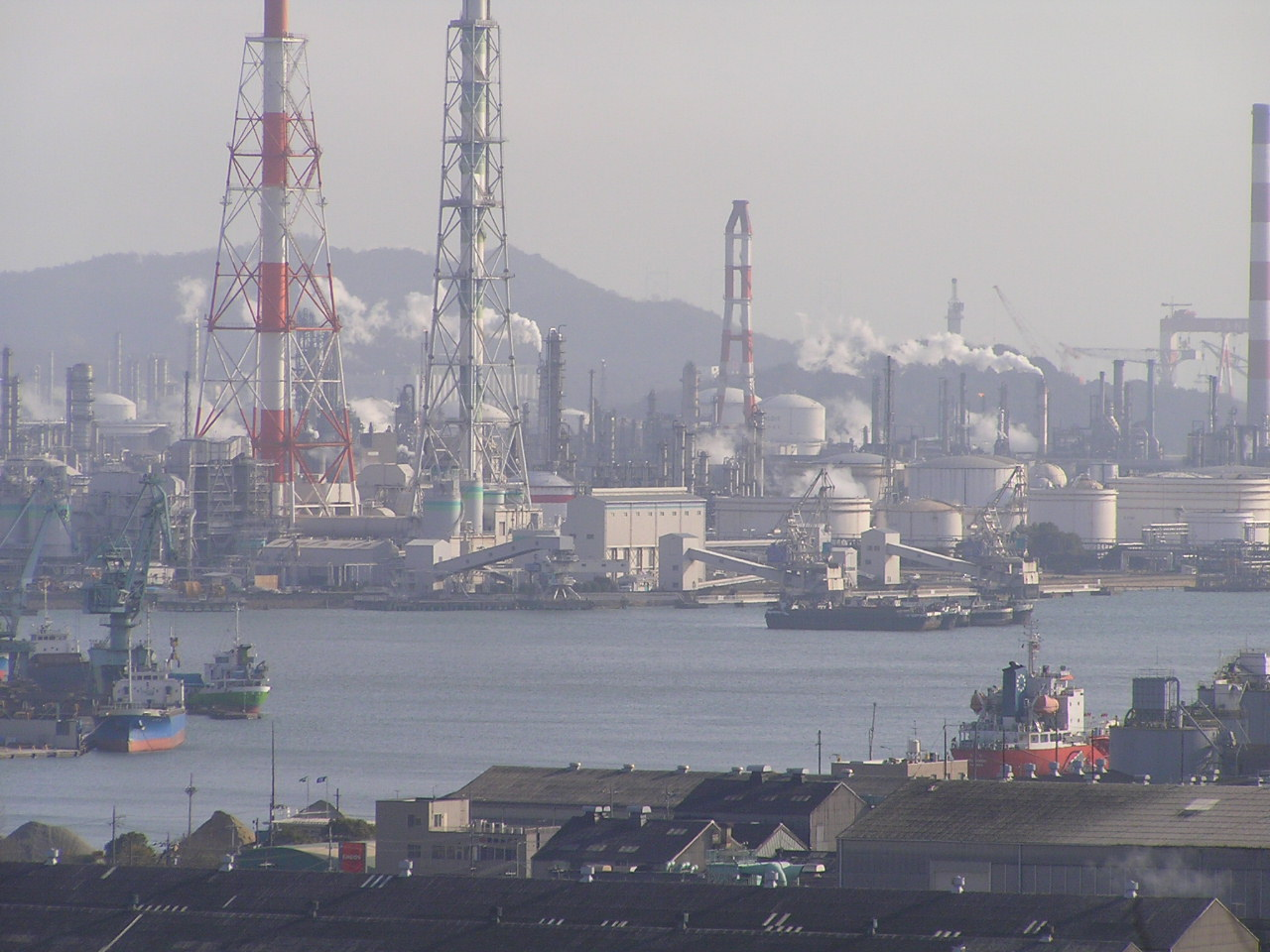
港周辺

水島臨海工業地帯は、高梁川の河口に形成された三角州および、廃川となった旧東高梁川の河口廃川地、さらにその地先の干拓地、またその沿岸海面の埋立てにより造成された地帯で、その区域は倉敷市南部の水島地区南部、玉島地区南東部および児島地区の西部にわたり、特定重要港湾である水島港の区域およびその背後地の一帯をいう。
具体的な住所では、倉敷市水島では、水島川崎通・同西通・同中通・同海岸通・同福崎町・潮通・南畝4丁目・松江4丁目、同市児島では本荘西部（宇野津・塩生のおおむね国道430号以西と通生のごく一部）、玉島においては乙島のおおむね岡山県道191号線およびクラレ入口交差点以南が、同地帯の範囲となる。
同地帯はA〜Eまでの5地区に分かれており、水島の高梁川東岸の遅れて干拓・埋め立てされた土地（川崎通）がD地区、水島港水島地区西岸の旧東高梁河口廃川地およびその地先の干拓地である福崎新開・高砂新開・福喜新開にあたる範囲がA地区、王島山南側・呼松西沖の干拓・埋立地（福田新開）がB地区、児島の本荘西沖の干拓・埋立地がC地区、玉島の乙島南沖の干拓・埋立地がE地区となっている。
水島においては、南畝・松江全域や中畝・東塚の各一部も含むこともある。また、工業統計調査においては、一般的な範囲よりもやや広い地域を対象としており、前述のものに水島支所管内全域と玉島の乙島全域も含まれている。
明治から大正期にかけて行われた東西高梁川の改修工事によって東高梁川は廃川となり、それにより生じた旧東高梁川河口廃川敷およびその地先に造成された干拓地に、1943年、第二次大戦中の工場分散により三菱重工業の航空機製作所岡山工場が建設された。これがこの地における工業の皮切りである。それまで漁業と干拓農業を主とする一寒村に過ぎなかった当地は、戦後における産業の重化学工業化により、本格的に工業化が進められていった。
1953年、岡山県は大型船舶の入港を可能とするために航路泊地の浚渫に着手。さらにそれにより発生する浚渫土砂で海面を埋立て、工業用地を拡大造成し企業を誘致した。当時、岡山県は農業中心から工業中心の産業への脱皮をめざし、農業・工業・商業の各産業の均衡を保ちつつ工業を発展させ、県民福祉の向上を図るという新しい構想の下、当地の開発を県勢振興の根幹事業として位置付け、積極的に開発を行った。
誘致企業の産業分野は石油精製・鉄鋼生産・石油化学・重化学工業・各種機械生産・食品工業など多種に渡り、各産業の基地としての発展を期するため、交通施設・用地・用水等の産業基盤の整備、それとあわせて生活環境施設・教育文化施設・社会福祉施設の整備など社会資本の開発についても重点的に推進を図った。
現在、水島臨海工業地帯は岡山県の中核的工業地帯として、同県経済に圧倒的な比率を占め、全国的にも有数の巨大工業地帯へ成長している。

## 企業事業所
五十音順に記載

### A地区
- エイ・ジイ・インタナショナル・ケミカル水島工場
- オーシカケミテック水島工場
- JA西日本組合飼料水島工場
- ジヤトコ第三事業所水島工場
- ジャパンパイル製造岡山工場
- 中部飼料水島工場
- 西日本飼料
- 日清オイリオグループ水島工場
- 萩原工業
- パシフィックグレーンセンター西日本支店
- ピー・エス・コンクリート水島工場
- 水島アロマ本社工場
- 水島エルエヌジー
- 水島エルエヌジー販売
- 水島機工
- 三菱ガス化学水島工場
- 三菱自動車工業水島製作所（C・E地区にもあり）
- MGCウッドケム水島工場

### B地区
- 旭化成エポキシ水島工場
- 荒川化学工業水島工場
- 岩谷瓦斯水島工場
- 関東電化工業水島工場
- 共和工業所
- 倉敷ボーリング機工
- 山陽石油化学水島工場
- ジェイカムアグリ水島工場
- 島田焼付塗装工業本社工場
- 上備製作所水島工場
- 中国電力水島発電所
- 東京製鐵岡山工場
- トーカロ水島工場
- 日鉱液化ガス水島輸入基地
- 日本合成化学工業 生産技術本部 水島工場
- PSジャパン水島工場
- ペトロコークス水島工場
- 三國製薬工業水島工場
- 水島瓦斯
- 三菱ケミカル水島事業所（C地区にもあり）

### C地区
- 旭化成水島製造所
- 大阪ソーダ水島工場
- 岡山化成水島工場
- 岡山ブタジエン水島工場
- 小田象製粉
- 新来島サノヤス造船水島製造所
- ENEOS水島製油所（A地区にもあり）
- 瀬戸埠頭
- 日本曹達水島工場
- 日本食品化工水島工場
- 日本ゼオン水島工場
- 日本農産工業水島工場
- 水島オキシトン水島工場
- 三菱ケミカル水島事業所（B地区にもあり）
- 三菱自動車工業水島製作所（A・E地区にもあり）

### D地区
- JFEコンテイナー水島工場
- JFEスチール西日本製鉄所（倉敷地区）
- JFEフェライト倉敷工場
- JFEミネラル製鉄関連事業部倉敷製造所
- JFEロックファイバー
- 瀬戸内共同火力倉敷共同発電所
- 水島合金鉄本社工場
- 水島鋼板工業
- 水島リバーメント

### E地区
- アキオカ
- オクダソカベ岡山臨海工場
- クラレ倉敷事業所
- 三恵重機械工業倉敷工場
- 三東工業
- サンヨー化成工業
- サンモータース玉島工場
- JFE鋼板玉島製造所
- JFE炉材製造部玉島工場
- 住友重機械工業岡山製造所
- CHEMIPAZ水島工場
- 錢屋アルミニウム製作所岡山玉島事業部
- タツモ
- 中国電力玉島発電所
- 中国精油水島工場
- 日本エアロフォージ
- トウペ製造倉敷工場
- ナカシマプロペラ玉島工場
- 日電商工倉敷工場
- ヒラキン
- 冨士ダイス岡山製造所
- 水島機工 玉島工場
- 三菱自動車工業水島製作所（A・C地区にもあり）
- ロジコム岡山営業所

## 施設
官公庁
- 水島港合同庁舎 - 水島福崎町（A地区）
  - 神戸税関 水島税関支署
  - 水島海上保安部
  - 広島検疫所 水島出張所
  - 中国運輸局 岡山運輸支局 水島海事事務所
  - 神戸植物防疫所 広島支所 水島出張所
- 臨港消防署 - 児島塩生（C地区）

鉄道施設
- 水島臨海鉄道 - A・B・D地区
  - 三菱自工前駅 - 水島海岸通（A地区）旅客駅
  - 倉敷貨物ターミナル駅 - 水島西通（D地区）貨物駅
  - 東水島駅 - 水島・潮通（B地区）貨物駅

その他の施設
- 玉島の森 - 玉島乙島（E地区・玉島ハーバーランド）
- 宇野津公園 - 児島宇野津（C地区）
- 高島山 - 児島塩生（C地区）
  - 緑地公園
  - 産土荒神社
  - 倉敷シーサイドホテル

## 参考サイト
- ゆったり倉敷